# Mons Hua
Il Mons Hua è una struttura geologica della superficie della Luna.